# Amiral de flottille (Belgique)
Pour les articles homonymes, voir Amiral de flottille.
Amiral de flottille, flottieljeadmiraal en néerlandais, est un grade militaire utilisé dans la marine belge.

## Description
Dans la Composante Maritime des forces armées belges, l'amiral de flottille (flottieljeadmiraal en néerlandais) est le quatrième plus haut grade d'officier et le premier grade d'officiers généraux de marine. Il se situe au-dessus du capitaine de vaisseau et en dessous de l'amiral de division. 

Son insigne est, sur la manche, constitué d'un large galon; et sur l'épaule est d'une étoile d'argent sous une ancre couronnée .
 
L'équivalent dans les composantes terrestre, aérienne et médicale est le grade de Général de brigade.
|        |  |       |     |          |
| Marine |  | Terre | Air | Médicale |

On s'adresse à l'Amiral de flottille en disant Amiral. On s'adresse au Général de brigade en disant "mon Général".